# Saint-Thurien (Eure)
Saint-Thurien ist eine Ortschaft und eine ehemalige französische Gemeinde mit 239 Einwohnern (Stand: 1. Januar 2022) im Département Eure in der Region Normandie. Sie gehörte zum Arrondissement Bernay und zum Kanton Bourg-Achard. Die Einwohner werden Sainthurinois genannt.
Mit Wirkung vom 1. Januar 2019 wurden die früheren Gemeinden Fourmetot, Saint-Ouen-des-Champs und Saint-Thurien zur Commune nouvelle Le Perrey zusammengeschlossen und haben in der neuen Gemeinde den Status einer Commune déléguée. Der Verwaltungssitz befindet sich im Ort Fourmetot.

## Geographie
Saint-Thurien liegt etwa 36 Kilometer ostsüdöstlich von Le Havre. Umgeben wird Saint-Thurien von den Ortschaften Sainte-Opportune-la-Mare im Norden, Trouville-la-Haule im Nordosten und Osten, Fourmetot im Südosten und Süden sowie Saint-Ouen-des-Champs im Südwesten und Westen.

## Bevölkerungsentwicklung
| Jahr                       | 1962 | 1968 | 1975 | 1982 | 1990 | 1999 | 2006 | 2013 |
| -------------------------- | ---- | ---- | ---- | ---- | ---- | ---- | ---- | ---- |
| Einwohner                  | 165  | 137  | 160  | 165  | 185  | 198  | 203  | 238  |
| Quellen: Cassini und INSEE |      |      |      |      |      |      |      |      |

## Sehenswürdigkeiten
- Kirche Saint-Thurien aus dem 16. Jahrhundert mit Umbauten aus dem 18. Jahrhundert
- Schloss Saint-Thurien aus dem 19. Jahrhundert

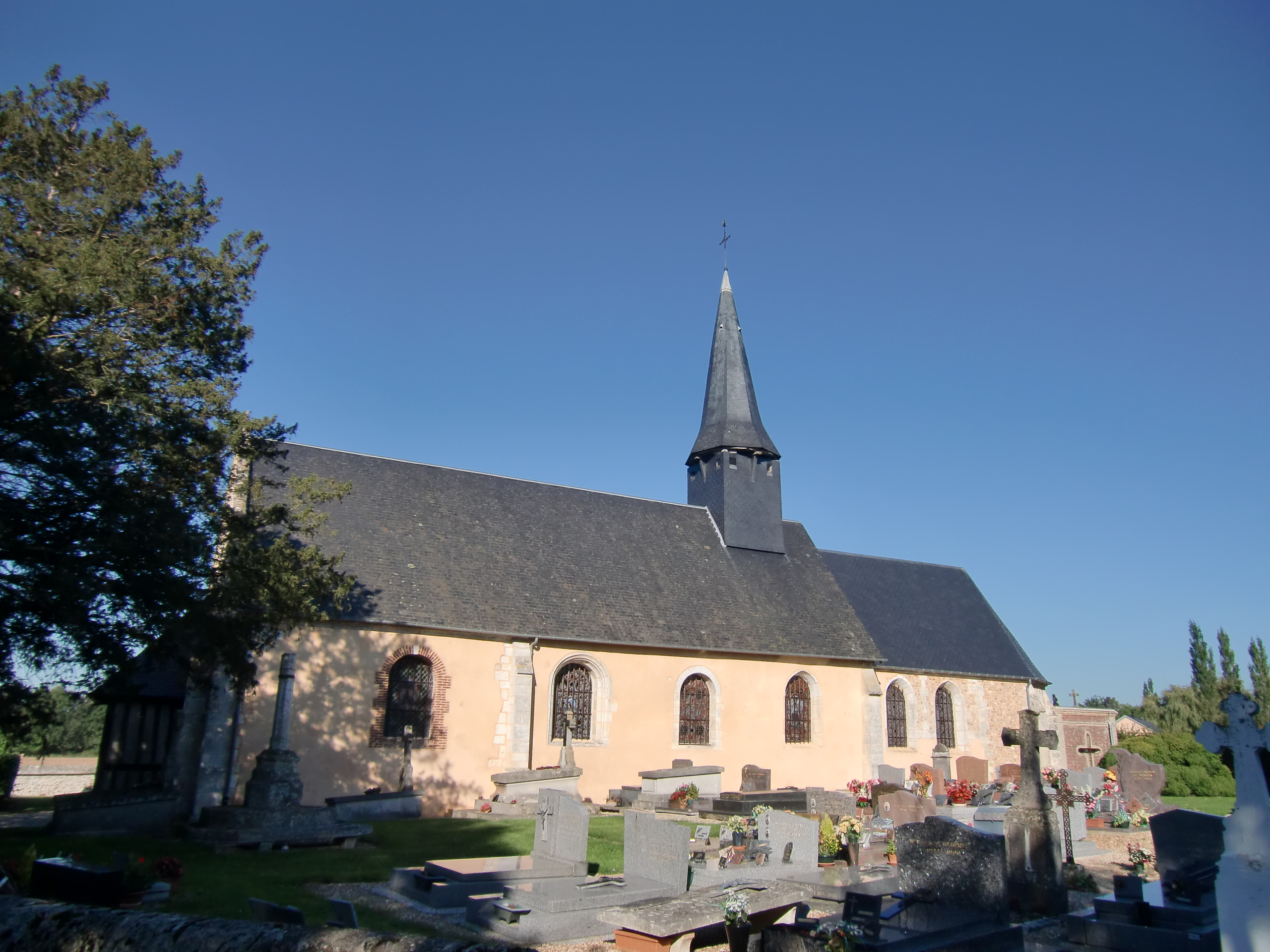
Kirche Saint-Thurien